# آلوارو موراتا
آلوارو بورخا موراتا مارتین (اسپانیایی: Álvaro Borja Morata Martín‎؛ زادهٔ ۲۳ اکتبر ۱۹۹۲) بازیکن فوتبال اهل اسپانیا است که برای باشگاه فوتبال گالاتاسرای بازی می‌کند.
او بازی‌های زیبایی را در تیم‌های ختافه و اتلتیکو مادرید به نمایش گذاشت و سپس به تیم دوم رئال مادرید پیوست. او در ترکیب این تیم ۳۵ گل به ثمر رساند و مورد توجه ژوزه مورینیو قرار گرفت. در سال ۲۰۱۲ به تیم اصلی رئال مادرید پیوست. موراتا با درخشش خود تیم زیر ۲۱ سال اسپانیا را به نیمه نهایی مسابقات اروپایی رساند. موراتا توانست در مسابقات یوروی زیر ۲۱ سال، با ۴ گل در ۵ بازی، کفش طلا را کسب کند.

## دوران باشگاهی

### رئال مادرید

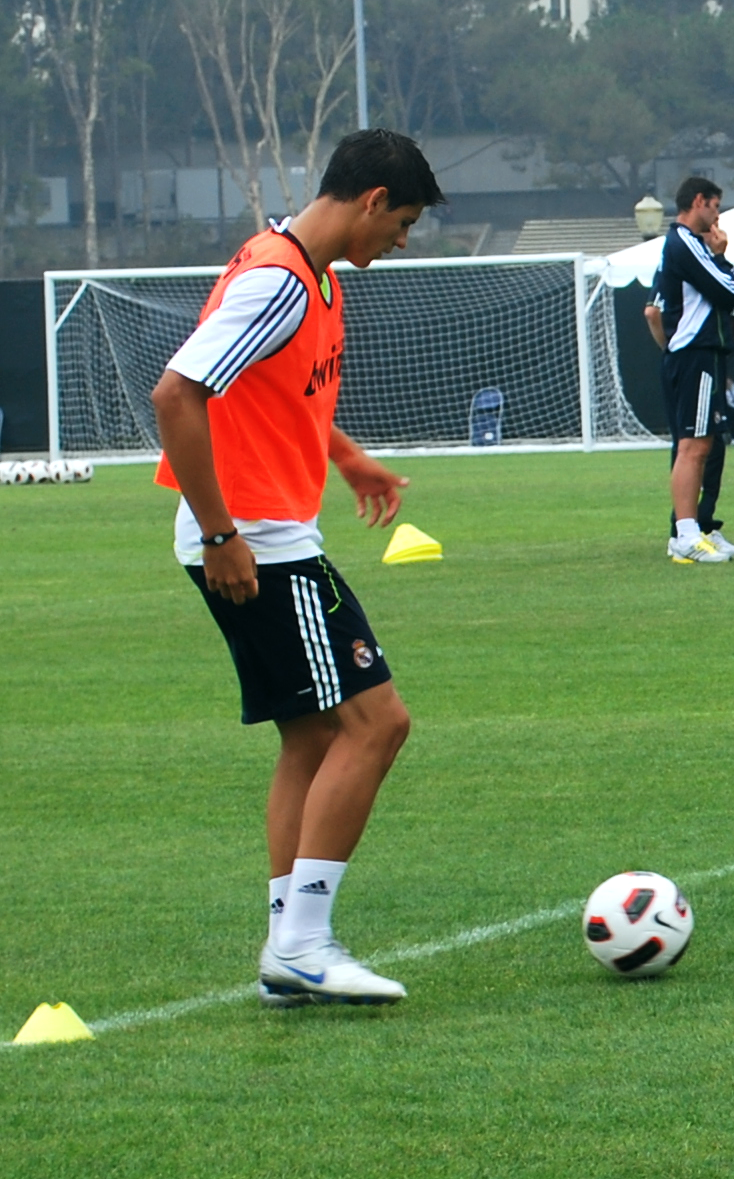
موراتا در حال تمرین با رئال مادرید در سال ۲۰۱۰

موراتای جوان در ترکیب رئال خوش درخشید و هر زمان که به میدان می‌آمد بازی مفیدی را به نمایش می‌گذاشت، اما با حضور بازیکنانی چون کریم بنزما، کریستیانو رونالدو و گرت بیل فرصت زیادی برای حضور در ترکیب اصلی پیدا نمی‌کرد.

### یوونتوس
در ۱۹ ژوئیه ۲۰۱۴، یوونتوس اعلام کرد که با مبلغ ۲۰ میلیون یورو برای انتقال موراتا، که قراردادی۵ساله امضا کرد، به توافق رسیده است.طبق تبصره‌ای که در متن قرارداد وجود دارد، باشگاه رئال مادرید طبق شرایطی حق خرید مجدد این بازیکن را دارد.

### بازگشت به رئال مادرید
در ۲۱ ژوئن ۲۰۱۶ باشگاه رئال اعلام کرد با استفاده از تبصره‌ای که در قرارداد موراتا وجود داشته، او را با پرداخت ۳۰ میلیون یورو به رئال بازگردانده است.

### چلسی
چلسی در تاریخ سی ام تیر سال ۲۰۱۷ آلوارو موراتا را به‌طور رسمی به هوادارانش معرفی کرد. این انتقال، موراتا را تبدیل به گران‌قیمت‌ترین بازیکن فوتبال اسپانیایی تاریخ و دومین فروش گران‌قیمت تاریخ رئال مادرید کرد. بنا به گزارش‌ها، چلسی، موراتا را با۶۸ میلیون پوند استرلینگ خریده‌است. او پس از ترک چلسی و پیش از پیوستن به یوونتوس به صورت قرضی و بعد رسمی به اتلتیکومادرید پیوست. موراتا پس از جدایی از چلسی در یک توییت از بدرفتاری هواداران چلسی با خودش سخن گفت.

### بازگشت به یوونتوس
او در سال ۲۰۲۰-۲۰۲۱ پس از نمایش خوب در اتلتیکو مادرید به صورت قرضی با بند بازخرید به یوونتوس بازگشت و توانست به همراه کریستیانو رونالدو زوج قدرتمندی در یوونتوس تشکیل دهند.

## ویژگی‌های تاکتیکی
آلوارو موراتا ۳۱ساله تا اینجا در طول دوران حرفه ایش ۵ فصل به‌طور جدی در سطح نخست فوتبال اروپا به میدان رفته: ۳ فصل در رئال مادرید و ۲ فصل نیز در یوونتوس. مهاجم اسپانیایی طی این ۵ فصل در ۳ نقش برای رئال مادرید و یوونتوس بازی کرده که البته همان‌طور که انتظار می‌رود غالب این نقش‌ها به عنوان مهاجم پست ۹ در سیستم‌های تک مهاجمه یا دو مهاجمه تعریف شده‌است. او البته طی این این سال‌ها در نقش مهاجم سایه یا حتی به عنوان مهاجم در سمت چپ و راست نیز در هر دو تیم رئال مادرید و یونتوس به میدان رفته که اتفاقاً توانست در این نقش بهترین بازی‌هایش را زیر نظر مکس آلگری در یوونتوس ارائه کند. نمایش درخشان مقابل منچستر سیتی علی‌الخصوص در نیمه دوم در لیگ قهرمانان اروپا در این نقش یکی از بهترین بازی‌های او در کل دوران حرفه ایش محسوب می‌شود. بازی در چنین نقش‌هایی طی ۵ فصل گذشته نشان از توانایی‌های چند بعدی موراتا به عنوان یک مهاجم نوک دارد.
یکی از مهم‌ترین نکاتی که تاکتیک نویسان پیرامون موراتا همواره به آن اشاره داشته‌اند، بحث عدم تخصص این بازیکن برای بازی در پست شماره ۹ است. بازیکنان در پست شماره ۹ به‌طور کلی می‌توانند ۳ نقش مختلف عهده‌دار شوند که هر ۳ نقش به‌طور تخصصی ویژگی‌ها و مشخصات خاص خودش را دارد. با این حال موراتا علی‌رغم اینکه تقریباً تمام دوران حرفه‌ای خود را در این پست بازی کرده، از داشتن ویژگی‌های تخصصی نقش‌های آن بی بهره است. جِی جِی بول، فوتبال‌نویس تلگراف، به خوبی در آخرین یادداشت تحلیلی - فنی اش پیرامون موراتا این مسئله را وصف می‌کند: «موراتا بازیکنی نیست که در یک حوزه مشخص متخصص باشد اما او در مجموع حوزه‌ها توانایی‌هایی عالی دارد.» البته این مسئله تا حدی به شرایط خاص او بازمی‌گردد. جایی که موراتا همان‌طور که گفته شد طی ۵ فصل گذشته هیچ‌گاه نتوانست به مهره ثابت رئال و یوونتوس تبدیل شود. او فصل گذشته در لالیگا تنها ۱۳۴۱ دقیقه برای مادرید به میدان رفت و فصل پیش از آن در سری آ تنها ۱۴۸۴ دقیقه فرصت بازی کردن پیدا کرد. این آمار با استانداردهای یک مهاجم پست ۹ در سطح کلاس A+ فاصله زیادی دارد.
یکی از دلایلی که موراتا هنوز نتوانسته مانند مهاجمانی همچون زلاتان ابراهیموویچ، روبرت لواندوفسکی، لوییس سوارز یا روملو لوکاکو، یک متخصص پست ۹ شود، همین مسئله است چرا که تنها بازی کردن مداوم می‌تواند به رشد، پیشرفت و شکوفایی توانایی‌های یک بازیکن پست ۹ کمک کند. مسئله‌ای که برای لوکاکو طی ۲ فصل اخیر در اورتون رخ داد و توانست نام او را به عنوان یک متخصص پست ۹ مطرح کند. به همین علت است که حضور مداوم در ترکیب ثابت چلسی می‌تواند در فصل نخست برای موراتا بسیار کلیدی باشد. با این حال همان‌طور که جِی جِی بول اشاره کرد، مسئله اصلی که آلوارو موراتا را به عنوان یک مهاجم، هیجان انگیز می‌کند، توانایی‌های عالی او در مجموع حوزه‌ها و پارامترها است. او گرچه یک متخصص نیست اما توانایی‌های چند بعدی اش او را برای هر سرمربی تبدیل به یک گزینه جذاب در بخش تهاجمی می‌کند.

## آمار باشگاهی
تا تاریخ ۲۳ فوریه   ۲۰۲۴
| عملکرد                   | عملکرد                   | عملکرد                   | لیگ       | لیگ       | جام      | جام      | قاره‌ای | قاره‌ای | دیگر | دیگر | مجموع | مجموع |
| فصل                      | باشگاه                   | لیگ                      | بازی      | گل        | بازی     | گل       | بازی   | گل     | بازی | گل   | بازی  | گل    |
| —                        | —                        | —                        | لیگ کشوری | لیگ کشوری | جام حذفی | جام حذفی | اروپا  | اروپا  | دیگر | دیگر | مجموع | مجموع |
| ------------------------ | ------------------------ | ------------------------ | --------- | --------- | -------- | -------- | ------ | ------ | ---- | ---- | ----- | ----- |
| ۲۰۱۰–۲۰۱۱                | رئال مادرید کاستیا       | سگوندا دیویسیون بی       | ۲۶        | ۱۴        | ۰        | ۰        | ۰      | ۰      | ۲    | ۱    | ۲۸    | ۱۵    |
| ۲۰۱۱–۲۰۱۲                | رئال مادرید کاستیا       | سگوندا دیویسیون بی       | ۳۳        | ۱۵        | ۰        | ۰        | ۰      | ۰      | ۴    | ۳    | ۳۷    | ۱۸    |
| ۲۰۱۲–۲۰۱۳                | رئال مادرید کاستیا       | سگوندا دیویسیون بی       | ۱۸        | ۱۲        | ۰        | ۰        | ۰      | ۰      | ۰    | ۰    | ۱۸    | ۱۲    |
| مجموع رئال مادرید کاستیا | مجموع رئال مادرید کاستیا | مجموع رئال مادرید کاستیا | ۷۷        | ۴۱        | ۰        | ۰        | ۰      | ۰      | ۶    | ۴    | ۸۳    | ۴۵    |
| ۲۰۱۰–۲۰۱۱                | رئال مادرید              | لالیگا                   | ۱         | ۰         | ۱        | ۰        | ۰      | ۰      | ۰    | ۰    | ۲     | ۰     |
| ۲۰۱۱–۲۰۱۲                | رئال مادرید              | لالیگا                   | ۱         | ۰         | ۰        | ۰        | ۰      | ۰      | ۰    | ۰    | ۱     | ۰     |
| ۲۰۱۲–۲۰۱۳                | رئال مادرید              | لالیگا                   | ۱۲        | ۲         | ۲        | ۰        | ۱      | ۰      | ۰    | ۰    | ۱۵    | ۲     |
| ۲۰۱۳–۲۰۱۴                | رئال مادرید              | لالیگا                   | ۲۳        | ۸         | ۶        | ۰        | ۵      | ۱      | ۰    | ۰    | ۳۴    | ۹     |
| ۲۰۱۶–۲۰۱۷                | رئال مادرید              | لالیگا                   | ۲۶        | ۱۵        | ۵        | ۲        | ۹      | ۳      | ۳    | ۰    | ۴۳    | ۲۰    |
| مجموع رئال مادرید        | مجموع رئال مادرید        | مجموع رئال مادرید        | ۶۳        | ۲۵        | ۱۴       | ۲        | ۱۵     | ۴      | ۳    | ۰    | ۹۵    | ۳۱    |
| ۲۰۱۴–۲۰۱۵                | یوونتوس                  | سری آ                    | ۲۹        | ۸         | ۴        | ۲        | ۱۲     | ۵      | ۱    | ۰    | ۴۶    | ۱۵    |
| ۲۰۱۵–۲۰۱۶                | یوونتوس                  | سری آ                    | ۳۴        | ۷         | ۵        | ۳        | ۸      | ۲      | ۰    | ۰    | ۴۷    | ۱۲    |
| ۲۰۲۰–۲۰۲۱                | یوونتوس                  | سری آ                    | ۳۲        | ۱۱        | ۳        | ۲        | ۸      | ۶      | ۱    | ۱    | ۴۴    | ۲۰    |
| ۲۰۲۱–۲۰۲۲                | یوونتوس                  | سری آ                    | ۳۵        | ۹         | ۵        | ۱        | ۷      | ۲      | ۱    | ۰    | ۴۸    | ۱۲    |
| مجموع یوونتوس            | مجموع یوونتوس            | مجموع یوونتوس            | ۱۳۰       | ۳۵        | ۱۷       | ۸        | ۳۵     | ۱۵     | ۳    | ۱    | ۱۸۵   | ۵۹    |
| ۲۰۱۷–۲۰۱۸                | چلسی                     | لیگ جزیره                | ۳۱        | ۱۱        | ۶        | ۲        | ۷      | ۱      | ۴    | ۱    | ۴۸    | ۱۵    |
| ۲۰۱۸–۲۰۱۹                | چلسی                     | لیگ جزیره                | ۱۶        | ۵         | ۱        | ۲        | ۴      | ۲      | ۳    | ۰    | ۲۴    | ۹     |
| مجموع چلسی               | مجموع چلسی               | مجموع چلسی               | ۴۷        | ۱۶        | ۷        | ۴        | ۱۱     | ۳      | ۷    | ۱    | ۷۲    | ۲۴    |
| ۲۰۱۸–۲۰۱۹                | اتلتیکو مادرید           | لالیگا                   | ۱۵        | ۶         | ۰        | ۰        | ۲      | ۰      | ۰    | ۰    | ۱۷    | ۶     |
| ۲۰۱۹–۲۰۲۰                | اتلتیکو مادرید           | لالیگا                   | ۳۴        | ۱۲        | ۰        | ۰        | ۸      | ۳      | ۲    | ۱    | ۴۴    | ۱۶    |
| ۲۰۲۲–۲۰۲۳                | اتلتیکو مادرید           | لالیگا                   | ۳۶        | ۱۳        | ۴        | ۲        | ۵      | ۰      | ۰    | ۰    | ۴۵    | ۱۵    |
| ۲۰۲۳–۲۰۲۴                | اتلتیکو مادرید           | لالیگا                   | ۲۲        | ۱۳        | ۴        | ۱        | ۷      | ۵      | ۱    | ۰    | ۳۴    | ۱۹    |
| مجموع اتلتیکو مادرید     | مجموع اتلتیکو مادرید     | مجموع اتلتیکو مادرید     | ۱۰۷       | ۴۴        | ۸        | ۳        | ۲۲     | ۸      | ۳    | ۱    | ۱۴۰   | ۵۶    |
| مجموع آمار               | مجموع آمار               | مجموع آمار               | ۴۲۴       | ۱۶۱       | ۴۶       | ۱۷       | ۸۳     | ۳۰     | ۲۲   | ۷    | ۵۷۵   | ۲۱۵   |

## آمار ملی

### بازی‌های ملی
تا تاریخ ۱۹ نوامبر ۲۰۲۳
| اسپانیا | اسپانیا | اسپانیا | اسپانیا |
| سال     | بازی    | گل      | پاس گل  |
| ------- | ------- | ------- | ------- |
| ۲۰۱۴    | ۲       | ۰       | ۰       |
| ۲۰۱۵    | ۴       | ۱       | ۰       |
| ۲۰۱۶    | ۱۲      | ۷       | ۲       |
| ۲۰۱۷    | ۵       | ۵       | ۱       |
| ۲۰۱۸    | ۴       | ۰       | ۰       |
| ۲۰۱۹    | ۶       | ۴       | ۱       |
| ۲۰۲۰    | ۳       | ۱       | ۱       |
| ۲۰۲۱    | ۱۴      | ۵       | ۱       |
| ۲۰۲۲    | ۱۱      | ۷       | ۱       |
| ۲۰۲۳    | ۸       | ۴       | ۰       |
| مجموع   | ۶۹      | ۳۴      | ۷       |

### گل‌های ملی
| شماره | تاریخ           | میزبان    | بازی ملی | حریف        | نتیجه | رقابت                         |
| ----- | --------------- | --------- | -------- | ----------- | ----- | ----------------------------- |
| ۱     | ۲۷ مارس ۲۰۱۵    | سویل      | ۳        | اوکراین     | ۳–۰   | مقدماتی جام ملت‌های اروپا ۲۰۱۶ |
| ۲     | ۱ ژوئن ۲۰۱۶     | زالتسبورگ | ۹        | کرهٔ جنوبی   | ۶–۱   | دوستانه                       |
| ۳     | ۱ ژوئن ۲۰۱۶     | زالتسبورگ | ۹        | کرهٔ جنوبی   | ۶–۱   | دوستانه                       |
| ۴     | ۱۷ ژوئن ۲۰۱۶    | نیس       | ۱۱       | ترکیه       | ۳–۰   | جام ملت‌های اروپا ۲۰۱۶         |
| ۵     | ۱۷ ژوئن ۲۰۱۶    | نیس       | ۱۱       | ترکیه       | ۳–۰   | جام ملت‌های اروپا ۲۰۱۶         |
| ۶     | ۲۱ ژوئن ۲۰۱۶    | بوردو     | ۱۲       | کرواسی      | ۱–۲   | جام ملت‌های اروپا ۲۰۱۶         |
| ۷     | ۵ سپتامبر ۲۰۱۶  | لئون      | ۱۵       | لیختن‌اشتاین | ۸–۰   | مقدماتی جام جهانی ۲۰۱۸        |
| ۸     | ۵ سپتامبر ۲۰۱۶  | لئون      | ۱۵       | لیختن‌اشتاین | ۸–۰   | مقدماتی جام جهانی ۲۰۱۸        |
| ۹     | ۷ ژوئن ۲۰۱۷     | مورسیا    | ۲۰       | کلمبیا      | ۲–۲   | دوستانه                       |
| ۱۰    | ۲ سپتامبر ۲۰۱۷  | مادرید    | ۲۱       | ایتالیا     | ۳–۰   | مقدماتی جام جهانی ۲۰۱۸        |
| ۱۱    | ۵ سپتامبر ۲۰۱۷  | فادوتس    | ۲۲       | لیختن‌اشتاین | ۸–۰   | مقدماتی جام جهانی ۲۰۱۸        |
| ۱۲    | ۵ سپتامبر ۲۰۱۷  | فادوتس    | ۲۲       | لیختن‌اشتاین | ۸–۰   | مقدماتی جام جهانی ۲۰۱۸        |
| ۱۳    | ۱۱ نوامبر ۲۰۱۷  | مالاگا    | ۲۳       | کاستاریکا   | ۵–۰   | دوستانه                       |
| ۱۴    | ۲۶ مارس ۲۰۱۹    | تاکالی    | ۲۹       | مالت        | ۲–۰   | مقدماتی جام ملت‌های اروپا ۲۰۲۰ |
| ۱۵    | ۲۶ مارس ۲۰۱۹    | تاکالی    | ۲۹       | مالت        | ۲–۰   | مقدماتی جام ملت‌های اروپا ۲۰۲۰ |
| ۱۶    | ۱۰ ژوئن ۲۰۱۹    | مادرید    | ۳۱       | سوئد        | ۳–۰   | مقدماتی جام ملت‌های اروپا ۲۰۲۰ |
| ۱۷    | ۱۵ نوامبر ۲۰۱۹  | کادیس     | ۳۲       | مالت        | ۷–۰   | مقدماتی جام ملت‌های اروپا ۲۰۲۰ |
| ۱۸    | ۱۷ نوامبر ۲۰۲۰  | سویل      | ۳۶       | آلمان       | ۶–۰   | لیگ ملت‌های اروپا ۲۱–۲۰۲۰      |
| ۱۹    | ۲۵ مارس ۲۰۲۱    | گرانادا   | ۳۷       | یونان       | ۱–۱   | مقدماتی جام جهانی ۲۰۲۲        |
| ۲۰    | ۱۹ ژوئن ۲۰۲۱    | سویل      | ۴۲       | لهستان      | ۱–۱   | جام ملت‌های اروپا ۲۰۲۰         |
| ۲۱    | ۲۸ ژوئن ۲۰۲۱    | کپنهاگ    | ۴۴       | کرواسی      | ۵–۳   | جام ملت‌های اروپا ۲۰۲۰         |
| ۲۲    | ۶ ژوئیه ۲۰۲۱    | لندن      | ۴۶       | ایتالیا     | ۱–۱   | جام ملت‌های اروپا ۲۰۲۰         |
| ۲۳    | ۱۴ نوامبر ۲۰۲۱  | سویل      | ۵۰       | سوئد        | ۱–۰   | مقدماتی جام جهانی ۲۰۲۲        |
| ۲۴    | ۲۹ مارس ۲۰۲۲    | لاکرونیا  | ۵۲       | ایسلند      | ۵–۰   | دوستانه                       |
| ۲۵    | ۲۹ مارس ۲۰۲۲    | لاکرونیا  | ۵۲       | ایسلند      | ۵–۰   | دوستانه                       |
| ۲۶    | ۲ ژوئن ۲۰۲۲     | سویل      | ۵۳       | پرتغال      | ۱–۱   | لیگ ملت‌های اروپا ۲۳–۲۰۲۲      |
| ۲۷    | ۲۷ سپتامبر ۲۰۲۲ | براگا     | ۵۷       | پرتغال      | ۱–۰   | لیگ ملت‌های اروپا ۲۳–۲۰۲۲      |
| ۲۸    | ۲۳ نوامبر ۲۰۲۲  | دوحه      | ۵۸       | کاستاریکا   | ۷–۰   | جام جهانی ۲۰۲۲ قطر            |
| ۲۹    | ۲۷ نوامبر ۲۰۲۲  | الخور     | ۵۹       | آلمان       | ۱–۱   | جام جهانی ۲۰۲۲ قطر            |
| ۳۰    | ۱ دسامبر ۲۰۲۲   | الریان    | ۶۰       | ژاپن        | ۱–۲   | جام جهانی ۲۰۲۲ قطر            |
| ۳۱    | ۸ سپتامبر ۲۰۲۳  | تفلیس     | ۶۵       | گرجستان     | ۷–۱   | مقدماتی جام ملت‌های اروپا ۲۰۲۴ |
| ۳۲    | ۸ سپتامبر ۲۰۲۳  | تفلیس     | ۶۵       | گرجستان     | ۷–۱   | مقدماتی جام ملت‌های اروپا ۲۰۲۴ |
| ۳۳    | ۸ سپتامبر ۲۰۲۳  | تفلیس     | ۶۵       | گرجستان     | ۷–۱   | مقدماتی جام ملت‌های اروپا ۲۰۲۴ |
| ۳۴    | ۱۲ اکتبر ۲۰۲۳   | سویل      | ۶۷       | اسکاتلند    | ۲–۰   | مقدماتی جام ملت‌های اروپا ۲۰۲۴ |